# Cazcán
Cazcán (Caxcan)/pl. Cazcanes, Caxcanes/, Nahua pleme iz najjužnijeg Zacatecasa i sjevernog Jalisca i malenog dijela Aguascalientesa u Meksiku, šireći se dalje na jug sve do jezera Chapala i iza Río Grande de Santiago. Pravi Cazcan naseljavaju sjeverni dio ovog teritorija. Ostala dva Cazcan plemena su Coca i Tecuexe. Cazcani su bili nomadi čija su glavna središta bili Teul, Tlaltenango, Juchipila, and Teocaltiche.
Prema Powellu zemlja Cazcan Indijanaca bila je srce indijanskog ustanka 1541. i 1542. Nakon Mixtonovog Ustanka Cazcanes postaju saveznici Španjolaca, ovo je dalo povoda napadima koje su protiv njih poveli Zacateco i Guachichil Indijanci tijekom Chichimečkog rata. Pleme Cazcan nestalo je sa scene u 19. stoljeću. 